# 食海綿動物

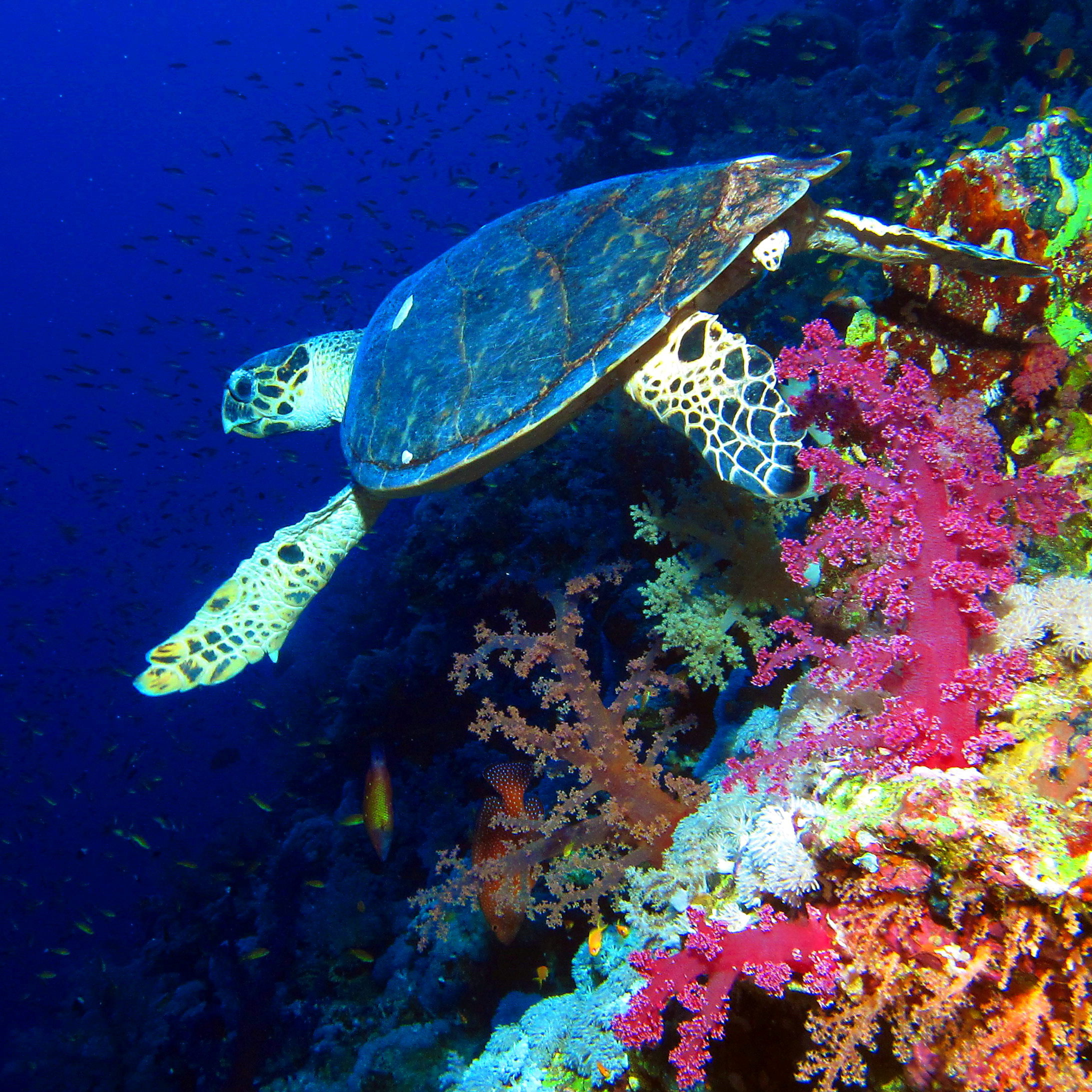
以海綿為食的玳瑁

食海綿動物（英語：Spongivore）是生物學中以海綿為食物的動物，在海龜中的玳瑁尤其常見。玳瑁演化出堅硬尖銳的嘴，使得牠們能夠到達珊瑚礁的縫隙中獲取海綿。 加勒比玳瑁種群有高達95%的食物來自海綿構成。
主刺蓋魚（Pomacanthus imperator）、斑點稜箱魨（Lactophrys bicaudalis）和墨西哥灣冠鱗單棘魨（Stephanolepis hispidus）也是已知的食海綿珊瑚礁魚類，其中蓋刺魚科的三色刺蝶魚食用海綿佔其食物的96%。 已知某些種類的裸鰓類動物選擇性地以特定海綿為食。